# Anto Baković
Anto Baković, hrvaški katoliški duhovnik, pisatelj, politik, publicist, zgodovinar in časnikar, * 4. julij 1931, Goražde Jugoslavija, † 26. januar 2017, Zagreb, Hrvaška.

## Življenjepis

### Poreklo, otroštvo in poklic
| Hrvaški izvirnik - Roditelji | Slovenski prevod - Starši |
| --- | --- |
| Moja majka, Jelena Baković, rođ. Marković,rodom je iz Tomislavgrada (Duvna). Nakon pučke škole završila je tzv. djevojačku školu koju su organizirale i vodile časne sestre sv. Vinka Paulskog iz Zagreba. Majka je kasnije vodila pekaru moje bake Anuše. Zaručila se s mojim ocem, no on je potom otišao u I. svjetski rat. Nakon rata udala se za mojega oca. On je završio austrougarsku vojnu školu u Bečkom Novom Mestu te je bio zapovjednik žandarmerije. Otac je bio Hrvat iz Duvna. | Moja mati, Jelena Baković, rojena Marković je rodom iz Tomislavgrada (=Duvna). Po ljudski šoli je končala tkim. dekliško šolo, ki so jo odprle in vodile častite sestre sv. Vinka Pavelskega iz Zagreba. Mati je pozneje vodila pekarno moje stare matere Anuše. Zaročila se je z mojim očetom, toda on je potem odšel v Prvo svetovno vojno. Po vojni sta se poročila. On je končal avstroogrsko vojaško šolo v Dunajskem Novem mestu ter je bil poveljnik žandarmerije. Oče je bil Hrvat iz Duvna. |

Tonček se je rodil 1931 v Goraždu na reki Drini v vzhodni Bosni kot sedmi otrok v premožni družini – v takratni višegradski župniji. Kot deček je preživel četniški pokol osem tisoč Hrvatov - večinoma muslimanov in že tako maloštevilnih katoličanov – med drugimi tudi Drinskih mučenk – od katerih sta dve Slovenki. Do ob ledeno mrzli Drini ležečih nunskih trupel je prišel čisto slučajno; iskal je namreč med umorjenimi lice svojega očeta – za katerega je domneval, da so tisto noč četniki tudi njega umorili. To ga je zaznamovalo za celo življenje.
| Hrvaški izvirnik | Slovenski prevod |
| --- | --- |
| Jauk one strašne noći bilo je nešto što me je zasigurno obilježilo. Svakako je i to, kao i mnoga druga mučna iskustva nakon ubojstva časnih sestara, itekako utjecalo na mene. Možda i više nego što sam ja toga svjestan. Međutim, svećenički sam poziv ipak osjetio ponukan posljednjim meni upućenim riječima mojega na smrt osuđenoga župnika Ivana Čondrića. „Anto, ne plači, nego me zamijeni!“, rekao mi je vidjevši me kako plačem u sudnici, moj netom na smrt osuđeni župnik. | Krik tiste strašne noči je bilo nekaj, kar me je zagotovo zaznamovalo. Vsekakor je tudi to, kakor tudi mnoge druge mučne izkušnje po umoru častitih sester, še kako vplivalo name; morda celo bolj, kot se sam tega zavedam. Medtem, duhovniški poklic sem vendarle začutil tedaj, ko so me na to spodbudile meni namenjene besede mojega na smrt obsojenega župnika Ivana Čondrića. „Anto, ne joči, ampak me zamenjaj!“, mi je rekel pravkar na smrt obsojeni župnik, ko me je videl v sodni dvorani vsega objokanega. |

O pokolu obstajajo različice; vsi viri pa se strinjajo v tem, da so to storili četniki in da je bilo pobitih veliko, do 8000 ljudi: od teh je bila večina muslimanov, do tisoč katoličanov in tistih pravoslavcev, ki so obsojali pobijanje nedolžnih. Tito je nastale razmere izrabil za prevrat in širjenje marksistične propagande med ljudstvom, ki sicer ni maralo komunizma.
1945 so se začela povojna prirejena sojenja duhovnikom kot sodelavcem okupatorjev. Najbolj znan je sodni proces proti zagrebškemu nadškofu Stepincu. Življenjsko pot mladega Bakovića je določil podoben sodni proces zoper njegovega župnika Ivana Čondrića. Stolni župnik v Sarajevem je bil konec 1945 obtožen ter obsojen na smrt s streljanjem, ker je vodil dijaško mašo. 
Lahko bi bil prosil za pomilostitev, ki bi jo tudi dobil: vendar pod pogojem, da zapusti duhovniško službo in se oženi, kar je pa odločno odklonil. Ko mu je objokani ministrant – ki je bil navzoč pri obsodbi – poljubil roko, mu je župnik položil na srce, naj ga zamenja. Njegova še živa sestra Katica Čondrić je dejala 7. februarja 2019 v Zenici: »Bili smo kot zastrupljeni, ko smo čuli za njegovo smrtno obsodbo s streljanjem; vendar bi nam bilo še težje, če bi odpadel.«

### Šolanje
Osnovno šolo je končal v Goraždu, srednjo v Sarajevu, bogoslovje v Ljubljani, a v Đakovem je postal duhovnik 29. junija 1959 za Vrhbosansko nadškofijo. Posvetil ga je đakovsko-sremski škof Bäuerlein.

### Zaprt kot bogoslovec in duhovnik
Kot študent bogoslovja je bil vpoklican k vojakom v JLA. Na koncu vojaščine je bil obsojen na strogi zapor s prisilnim delom skozi štiri leta. Ugovarjal je namreč častniku, ki je pri politički nastavi trdil, da je bil Stepinac hudodelec; Anton pa je vztrajal pri njegovem svetništvu.
V zaporu v Nišu doživel zlostavljanje; skozi tri dni so ga pretepali do nezavesti in kome ter prepeljali v mrtvašnico; pravi, da se mu je takrat prikazal angel; pred smrtjo ga je rešil vojaški zdravnik-Srb, ki ga je poslal v bolnišnico.
Po izpustitvi iz ječe je nadaljeval in končal študij bogoslovja v Ljubljani. Mašniško posvečenje mu je podelil 29. junija 1959 džakovsko-sremski škof Bäuerlein v Džakovem.  Skupno je kot bogoslovec in pozneje kot duhovnik prestal 10 zaporništev v 7 zaporih.
1962 je Rankovićev policijski režim pomilostil del zapornikov v KPD-u Zenici, vendar ne Bakovića in drugih zaprtih duhovnikov-sotrpinov.
Kar štirikrat se je našel pred sodiščem in bil obsojen na dolgoletne kazni – skupaj čez desetletje. 
1. Kot bogoslovec pri vojakih  je 1953 obsojen na štiri leta strogega zapora s prisilnim delom, ker je branil nadškofa Stepinca. O tem govori v knjigi S klofutami do oltarja.
2. Na prvi župniji v Kaknju kot novomašnik v šolskem letu 1959/60 zbira na verouk nekaj stotin otrok in mladine; kaznujejo ga z mesecem zapora in preženejo iz fare. O tem je napisal knjigo Tovariš pop, v imenu zakona – pridi ven iz groba!“
3. Na drugi župniji, Korićanih na Vlašić-planini, je obsojen na šest let strogega zapora zaradi dobrodelne dejavnosti, šolanja nadarjenejših učencev in zdravljenja bolnih otrok. O tem govori v knjigi Titov robijaš št. 8986.
4. Po izgonu iz Bosne gre v Janjevo na Kosovu, kjer spodbuja ne le versko, ampak tudi narodnostno zavest, za kar si je »prislužil« dva mesca zapora.[6]

### Dušnopastirsko delovanje
Kot župnik je deloval v župnijah Kaknju (1959) in Korićanah (1960). Zaradi (pre)gorečega duhovniškega delovanja je bil izgnan iz Bosne, ker so oblastniki menili, da ni moralno-politično neoporečen. 
Prišel je v Janjevo na Kosovem, kjer je že leta obstajal odličen mladinski zbor pod vodstvom slovenskih salezijancev; on mu je našel sposobnega dirigenta iz Zagreba, ki je prihajal na vaje z letalom. Zbor, ki ga je poimenoval »Beli angeli«, je postal znan po celi takratni Jugoslaviji in je gostoval tudi v Ljubljani in drugod. Utemeljil je »Katon« (Katoliški ton) ter posnel in izdal dvajset plošč s stotinami pesmi pod nazivom Duhovne hrvaške ljudske pesmi (Duhovne hrvatske pučke pjesme).
Zopet si je »prislužil« zaporno kazen. Po osvoboditvi je deloval v bosanski župniji Maglaj (1975), kjer je zgradil Svetišče svetega Leopolda Mandića. 
Posnel je sveto pismo na kasetah, prvo ozvočeno izdajo Biblije v  hrvaščini.

### Delovni pokoj
Z župnijskim delom je prenehal 1983 zaradi bolezni. 1984 je moral v invalidski pokoj zaradi bolezni hrbtenice, ki so mu jo trikrat operirali – vendar ni mogel mirovati. Po več kot dvesto župnijah je vodil ljudske misijone in duhovne obnove; priporočal staršem, naj sprejmejo še enega otroka in s tem namenom izdal knjižico Enega otroka več  
Od 1983 se je Baković ukvarjal z vprašanji spodbujanja rojstev. Po njegovih podatkih je na Hrvaškem 46% družin z enim in 41% z dvema otrokoma, zaradi česar prebivalstvo izumira; imenuje jih zato grobarske družine. Samo 10% družin ima troje otrok – toda z njimi se niti izumira niti napreduje, ampak se stoji na mestu: »Edine pozitivne družine so tiste s štirimi in več otroki, a takih družin, ki zagotavljajo obstoj ljudstva vsaj za sto let, imamo le 2%«.
Urejal je mesečnik Narod, glasilo za demografsko obnovo in duhovni prerod.  
Na knjigi Hrvaški martirologij XX. stoletja ("Hrvatski martirologij XX. stoljeća") – v kateri je obdelal tudi nekatere slovenske mučence – je delal 17 let. Na 1100 straneh je opisal 664 mučencev Cerkve na Hrvaškem med Drugo svetovno vojno in po njej.
Ustanovil je združenja: Hrvaško gibanje za življenje (Hrvatski populacijski pokret), Gibanje za porajanje otrok »En otrok več« (Pronatalitetni pokret "Jedno dijete više"), Mučeništvo Hrvaške (Martyrium Croatiae), Apostolat ljubezni »Ena družina več« (Apostolat ljubavi »Jedna obitelj više«).
Obhajal je 50-letnico duhovništva z zlato mašo 12. julija 2009.

## Dela

### Bakovićeve knjige
1. Naš Bogdan. Životopis sv. Leopolda Bogdana Mandića, Maglaj: Svetište sv. Bogdana Leopolda Mandića, Maglaj, 1983. (Čakovec: "Zrinski")
2. Naš Bogdan. Životopis sv. Leopolda Bogdana Mandića, 2. prošireno izd. Maglaj: Svetište sv. Bogdana Leopolda Mandića, Zagreb, 2010. Zagreb
3. Ostaje li Hrvatska bez majki? Siva knjiga o trgovini hrvatskim djevojkama: Hrvatski populacijski pokret: Izdavačka kuća "August Šenoa", Zagreb, 1994. (tisak 1995.)
4. Stradanja Crkve u Hrvata u drugom svjetskom ratu; svećenici-žrtve rata i poraća: radni materijal, Zagreb: A. Baković, 1994.
5. Dječak s Drine, August Šenoa, Zagreb, 1996.
6. Za jednu bolju Hrvatsku. Hrvatski populacijski pokret, Zagreb, 2005., (Zagreb: Parvus)
7. Hrvatska demografska čitanka. Pronatalitetni pokret "Jedno dijete više", Zagreb, 2008.
8. Batinama do oltara. Sjećanja i doživljaji katoličkog studenta bogoslovije u Titovim zatvorima 50-tih godina, Martirium Croatiae, Zagreb, 2009.
9. Druže pope, u ime zakona – izlazi iz groba! Sjećanja na prvu godinu svećeničkog života, Martirium Croatiae, Zagreb, 2011.
10. Hrvatski martirologij XX. stoljeća. Martirium Croatiae, Zagreb, 2007.
11. Jedno dijete više. Biblioteka Apostolat života knjiga 2. Zagreb 1991.
12. Hrvatski populacijski pokret: programska načela, statut, dokumenti. Priredio Anto Baković. Hrvatski populacijski pokret 1993. (Zagreb ˝August Šenoa˝).[30]
13. Drinske mučenice: vlastita svjedočanstva, svjedočanstva očevidaca, Impresum, Sarajevo, 1990.
14. Drinske mučenice: vlastita svjedočanstva, svjedočanstva očevidaca, Dokumenti, vlastita naklada, Zagreb, 1991.
15. Die Märtyrerinnen von der Drina. / Anto Baković; [aus dem Kroatischen übersetzt von Sead Ivan Mehmedagić]. Impresum Zagreb : Družba Kćeri Božje ljubavi, Provincija Božje Providnosti, 2011. (Zagreb : Denona)
16. Le martiri della Drina: con breve inquadramento storico.  / Anto Baković ; prefazione Vinko Puljić. - Roma : Edizioni Dehoniane, 1996.[31][32]

## Smrt in spomin
Duhovnik Anto Baković je živel zadnja leta v pokoju na Bukovački ulici v Zagrebu. Če je verjeti pisanju, je užival kar spodobno pokojnino 5858 kun (okrog 800 evrov) in se je lahko mirno posvetil zgodovinskemu raziskovanju katoliških mučencev med in po vojni. Na Hrvaškem namreč država daje duhovnikom plačo in pokojnino.
Od 6. januarja 2017 je bival v Duhovniškem domu sv. Jožefa, od koder so ga prepeljali 26. januarja 2017 zgodaj zjutraj v KBC Zagreb na Rebru (Klinički bolnički centar). Tam je tudi umrl, a pokopali so ga 1. februarja 2017 na zagrebškem  Mirogoju.
Pogrebne obrede je vodil siseški škof Košić skupaj z gospičko-senjskim upokojenim škofom Bogovićem in Rajićem, odposlancem vrhbosenskega nadškofa-kardinala Puljića. Navzoč je bil tudi upokojeni vojaški ordinarij Jezerinac ter stotina duhovnikov, kakor tudi veliko število redovnic, zlasti članice družbe hčera Božje ljubezni ter služabnice malega Jezusa, častilke Kristusove krvi, kakor tudi usmiljenke.
Sožalje njegovemu sarajevskemu nadškofu in žalujočim so izrazili hrvaški predsednik Plenković, predsednik sabora Petrov in številne druge osebnosti. Poudarjali so njegovo marljivost, vztrajnost in veličino. 
Ostal bo v spominu po vztrajni borbi zoper belo kugo ter raziskovanju preganjanjih katoličanov – zlasti duhovnikov, redovnikov in redovnic – v času med in po Drugi svetovni vojni; pod komunizmom je tudi sam prestajal dolgoletne zaporne kazni.

### Filmi o Bakoviću
O njegovem življenju in delu je nastal 2012 dokumentarni film Obrada Kosovca Od mlade do zlatne mise.
- Od mlade do zlatne mise. Anto Baković 1. del. Radio Marija
- Od mlade do zlatne mise. Anto Baković 2. del. Radio Marija
- Zbogom 'Dječaku s Drine' koji je strepio za svoj Dom
- Životna i mučenička priča don Ante Bakovića. Mir Međugorje

### Odlikovanja
Za svoje vsestransko delo je prejel več odlikovanj in priznanj. 
Za sodelovanje v »Domovinski vojni« (1991-95) je dobil od predsednika Tuđmana tri odličja:
1. Spomenico Domovinske vojne
2. Red hrvaškega trolista
3. Red Danice hrvaške z likom Katarine Zrinske (1995). [37] [6]

### Spleti
(hrvaško)
- Sahranjen vlč. Anto Baković. Katolička Tiskovna Agencija Biskupske konferencije Bosne i Hercegovine
- Don Anto Baković - svećenik, domoljub i publicist. Đuro Vidmarović: Prigodno slovo nakon prikazivanja filma «Don Anto Baković – od Mlade mise do zlatne mise», redatelja Obrada Kosovca
- Don Anto Baković promicatelj glasa svetosti Bl. Drinskih mučenica
- Umro don Anto Baković. Otišao je svećenik najpoznatiji po svojem aktivizmu za demografsku obnovu Hrvata. Jutarnji
- Večernji list: Svećenik, pisac, voditelj populacijskog pokreta Anto Baković.
- Rekolekcija svećenika Šibenske biskupije. Šibenik (IKA)
- Sućut premijera Plenkovića u povodu smrti vlč. Ante Bakovića Arhivirano 2019-12-07 na Wayback Machine.
- Preminuo don Anto Baković, koji je bio osnivač više udruga koje su se bavile demografskom obnovom Hrvatske. Hina/CroExpress
- Zbogom Dječaku s Drine koji je strepio za svoj Dom
- Umro don Anto Baković. Preminuo svećenik najpoznatiji po zalaganju za demografsku obnovu Hrvatske. Danas Arhivirano 2020-06-09 na Wayback Machine.
- Bitno: Umro vlč. Anto Baković, svećenik koji je upozoravao na opasnost demografske situacije u Hrvatskoj
- Umro don Anto Baković; kako je govorio o Sotoni, seksu, Srbima
- Umro Don Ante Baković jedini svjedok smrti Drinskih mučenica i promicatelj demografske obnove Hrvata. Hazud
- Ukop don Ante Bakovića (IKA/KTA)
- Dr. Ružica Ćavar - Preminuo je don Anto Baković Arhivirano 2019-12-09 na Wayback Machine.
- Ogorje.net Baković – porijeklo prezimena

### Posamezne knjige
(slovensko)
- Don Anto Baković, Hrvatski martirologij XX. stoljeća. 1: Svečenici-mučenici Crkve u Hrvata. Zagre... Podbersič, Renato (avtor) (ocena dela). Vir: Zgodovinski časopis. Številčenje: 2009, letnik 63, številka 1/2 (139). Zveza zgodovinskih društev Slovenije

(hrvaško)
- Baković, Anto (vse njegove knjige)[mrtva povezava]
- Biblijski intertekst u Batinama do oltara don Ante Bakovića Obnov. život, 2014, 69, 2, 179–191 179 UDK 82–94:262.14 Izvorni znanstveni članak
- 3 knjige: Drinske mučenice, Naš Bogdan, Druže pope, u ime zakona izlazi iz groba! Verbum
- Hrvatski martirologij XX. stoljeća. Predstavljen "Hrvatski martirologij XX. stoljeća". Knjiga don Ante Bakovića o 663 mučenika Crkve u Hrvata XX. stoljeća.
- Dr. don Tomo Vukšić o knjizi: Hrvatski martirologij XX. stoljeća. U potrazi za svecima Crkve među Hrvatima - redivivi „martyres“ prohibiti. Anto Baković, Hrvatski martirologij XX. stoljeća, Martyrium Croatiae d.o.o., Zagreb 2007., 1019 str.

(angleško)
- Baković, Anto. 20 works in 41 publications in 6 languages and 84 library holdings.
- Don Anto Baković. Geni